# Cyrenia
Cyrenia — imię żeńskie pochodzące od nazwy miasta Cyrena, oznaczające "pochodząca z Cyreny". Patronką tego imienia jest św. Cyrenia, wspominana razem ze św. Julianną. 
Cyrenia imieniny obchodzi 1 listopada.